# La Gran Orquesta Republicana
La Gran Orquesta Republicana es una banda de ska-fusión española formada en 1997 en Mallorca, por Javier Vegas y su hermano Nacho. En su trabajo alternan sonidos ska, punk, reggae, etc. siempre con el rock como base. Su música incita al baile, a la diversión; sus letras a la reflexión política.
A mediados de 2008, en la página oficial aparece un anuncio, el cual comenta que la banda deja de existir. Javier Vegas (cantante) y Jaime Salom (baterista), fundan una nueva banda: Malatesta.
Tras 5 años de parón, a mediados de junio regresan a los escenarios y anuncian una gira por la península durante los meses de octubre y noviembre, además de confirmar un nuevo disco para 2012.
En el año 2013 realizan la gira "Gira pequeña 2013" con una formación de batería (Jaume Salom), bajo (Juan A. Molina), guitarra-voz (Javier Vegas) y trombón (Xema Bestard).
En el año 2014 realizan un micromecenazgo para el proyecto del nuevo disco (septiembre-octubre de 2014) y recuperan la formación original de 6 músicos: batería, bajo, guitarra, saxo, trombón-trompeta y voz.

## Miembros
- Javier Vegas: voz
- Nacho Vegas: saxo
- Enric Hernaiz: bajo
- Juan Antonio Molina: guitarra eléctrica
- Xema Bestard: Trompeta y trombón
- Adrià Pomar: batería

Cambios en la formación 2014, para la grabación del nuevo disco la banda recupera la formación original de 6 músicos: entran nuevos en la banda Adrià Pomar, batería y Enric Hernaiz, bajo,  Xema bestard pasa a tocar el trombón y la trompeta.

## Discografía

### Álbumes
- Todos locos, todos contentos (1997)
- Lo importante está en tu cabeza (1999)
- Optimista (2001)
- Abrazos (2004)
- 2Discos (2005)
- Todo es posible (2014)

### Sencillos
- «Corona» (1998)
- «Galeano/Bennedetti» (2000)
- «Versiones» popó

(2001)
- «Sopa de letras» (2003)
- «Crumb» (2005)

### DVD
- Directo (2007)